# Palazuelos de Eresma (kommun)
Palazuelos de Eresma är en kommun i Spanien.   Den ligger i provinsen Provincia de Segovia och regionen Kastilien och Leon, i den centrala delen av landet, 60 km norr om huvudstaden Madrid. Antalet invånare är 4 561.